# NGC 5507
NGC 5507 (również PGC 50786 lub UGCA 388) – galaktyka soczewkowata (SB0), znajdująca się w gwiazdozbiorze Panny. Odkrył ją William Herschel 15 kwietnia 1787 roku.